# Женски бенд
Женски бенд је музичка група у популарној музици која је искључиво састављена од женских музичара. Ово се разликује од групе девојака у којој су женски чланови само вокалисти, иако ова терминологија није универзално праћена. Док су сви мушки бендови уобичајени у многим рок и поп-сценама, женски бендови састављени само од жена су мање чести.

## 1920-1950
У добу настанка џеза, током тридесетих година, женски бендови као што су: The Blue Belles, The Parisian Redheads (касније The Bricktops), All-Girl Band, The Ingenues, The Harlem Playgirls, Musical Sweethearts, и Her All-Girl Jazz Syncopators су били популарни. Бендови са женским члановима су били активни у разноврсним емисијама и раним звучним филмовима током 1920-их до 1950-их па су и документовани од стране Кристине Макги у филму Some Liked it Hot: Jazz Women in Film and Television.

## 1960
Групе састављене искључиво од жена почеле су се појављивати с појавом рокенрола. Међу најранијим женским рок групама које су потписале са дискографским кућама су:Goldie & the Gingerbreads, The Pleasure Seekers, The Feminine Complex и Fanny.

## 1970-1990
1975. је бенд Fanny постао први женски бенд који је био на листи Hot 100's на 40. месту. Седамдесетих година у Уједињеном Краљевству је дошло до експанзије панк музике те су се појавили и женски панк бендови као што су: The Slits, The Raincoats, Mo-dettes, Dolly Mixture.
Осамдесетих година су се формирали углавном рок састави као што су: The Go-Go's, Joan Jett, The Bangles.
Иако се осамдесетих година прошлог века помогло да се женске музичарке озбиљније схвате, и даље се сматрало да је то новина а то је био и свет у којем доминирају мушкарци па се објашњава оваква реакција јавности.
Бенд Klymaxx је постао први женски бенд који је свирао РнБ и у којем су све чланице свирале инструменте.
Уз опоравак интересовања за поп-панк бендове у САД почетком деведесетих, заједно са сценским наступима металаца, на сцени постаје ватрено са гласном музиком који су започели наступања у клубовима. Тада су Hole, Super Heroines, The Lovedolls, и L7 били најпопуларнији женски бендови.
Тих година су женски бендови почели да држе велике концерте као што су то чинили и мушки бендови.
Све-женске групе нису ограничене на само рок и поп жанрове. Британски / аустралијски гудачки квартет Bond наступа са две виолине, виолом и виолончелом а каткад певају повремени вокали који прате неке своје нумере.